# Trioxid de stibiu
Trioxidul de stibiu este un compus anorganic cu formula Sb2O3. Este cel mai important compus comercial al elementului stibiu. În natură se găsește sub forma a două minerale: valentinit și senarmontit.  Ca majoritatea oxizilor polimerici, Sb2O3 se dizolvă în soluție apoasă cu hidroliză.